# Shinkansen Serie 300
El Shinkansen Serie 300 (300系 Sanbyaku-kei?) era un tipo de tren de alta velocidad japonés, que operó en las líneas Tokaido y Sanyō Shinkansen en Japón entre 1992 y 2012.  Cuando se presentó por primera vez, los trenes se utilizaron en los servicios Nozomi más rápidos, siendo capaz de alcanzar una velocidad operativa de 270 km/h (167,8 mph). A medida que se entregaron más unidades (66 trenes en 1998), fueron reemplazando a las composiciones anteriores en el servicio Hikari, y permitieron que los trenes desplazadas de la Serie 100 finalmente sustituyeran a su vez a las unidades de la Serie 0 en casi todos los servicios.
Con la introducción de los nuevos trenes de la Serie 700 y de la Serie N700, los equipos de la serie 300 se destinaron gradualmente a trayectos con menor velocidad operativa en los servicios Hikari y Kodama, y se retiraron por completo del Tokaido y del Sanyo Shinkansen al comienzo del calendario revisado el 17 de marzo de 2012.

## Diseño
El estilo de la parte delantera de estas unidades consistía en una "cuña curva", que reemplazaba los conos del morro estilo avión de los trenes Shinkansen anteriores. El punto más avanzado era la parte inferior del deflector. Los trenes estaban pintados de un blanco brillante con una franja azul de grosor medio debajo de las ventanas.
Solo se formaron como conjuntos de dieciséis coches y no tenían coche restaurante, aunque originalmente presentaban dos mostradores de refrigerios (luego eliminados).
Técnicamente, se destacan por ser los primeros conjuntos Shinkansen en emplear motores de tracción de corriente alterna trifásica en lugar de unidades de corriente continua, así como nuevos bogies sin cabezales para reducir el peso.
La Serie 300 recibió el Premio Laurel en mayo de 1993.

## Variantes
- Serie 300-9000: conjunto de pre-serie de 16 coches
- Serie 300-0: conjuntos "J" de 16 coches propiedad de JR Central, introducidos a partir de marzo de 1992
- Serie 300-3000: juegos "F" de 16 coches propiedad del JR-Oeste

## Tren prototipo Serie 300-9000

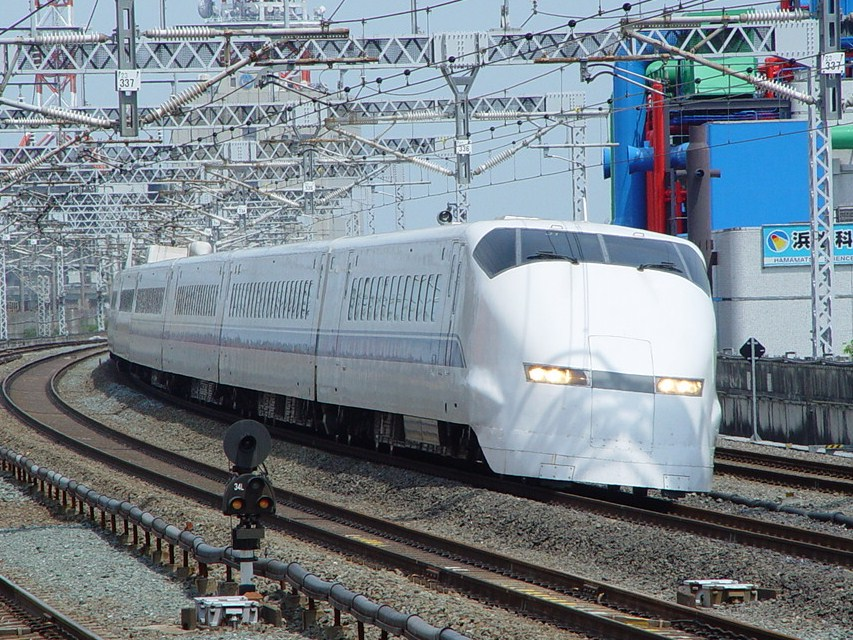
Tren prototipo J1 cerca de la estación de Hamamatsu en una prueba de funcionamiento en abril de 2003

La unidad de preserie, denominada J0 y numerada en la serie 300-9000, se entregó el 8 de marzo de 1990 y se sometió a pruebas exhaustivas y de resistencia en funcionamiento antes del inicio de los nuevos servicios Nozomi en marzo de 1992. En las primeras horas del 1 de marzo de 1991, este tren registró una velocidad de 325,7 km/h en el Tōkaidō Shinkansen entre Maibara y Kyōto, un récord de velocidad nacional japonés en ese momento.
El conjunto se modificó a los estándares de producción en marzo de 1993, convirtiéndose en el conjunto J1, pero difería de las unidades de producción en varios aspectos. Visualmente, la cabina de conducción tenía un diseño del parabrisas diferente, una disposición distinta de los faros y paneles laterales ensanchados sobre los bogies delanteros. El conjunto prototipo estaba inicialmente equipado con cinco pantógrafos, pero luego se redujo a dos en línea con las modificaciones de la flota de producción en serie. La capacidad limitada del tanque de agua significaba que la unidad no era capaz de realizar viajes de regreso de Tokio a Hakata, y normalmente estaba restringida a los trabajos de Tokio a Osaka/Okayama/Hiroshima.
A partir de 2001, esta unidad se convirtió para su uso como tren de pruebas del JR Central destinado a probar nuevos equipos ATC digitales en el Tokaido Shinkansen. Finalmente se retiró en marzo de 2007. Todos los coches, excepto uno de los extremos, el 322-9001, fueron desguazados.

## Tren J JR Central

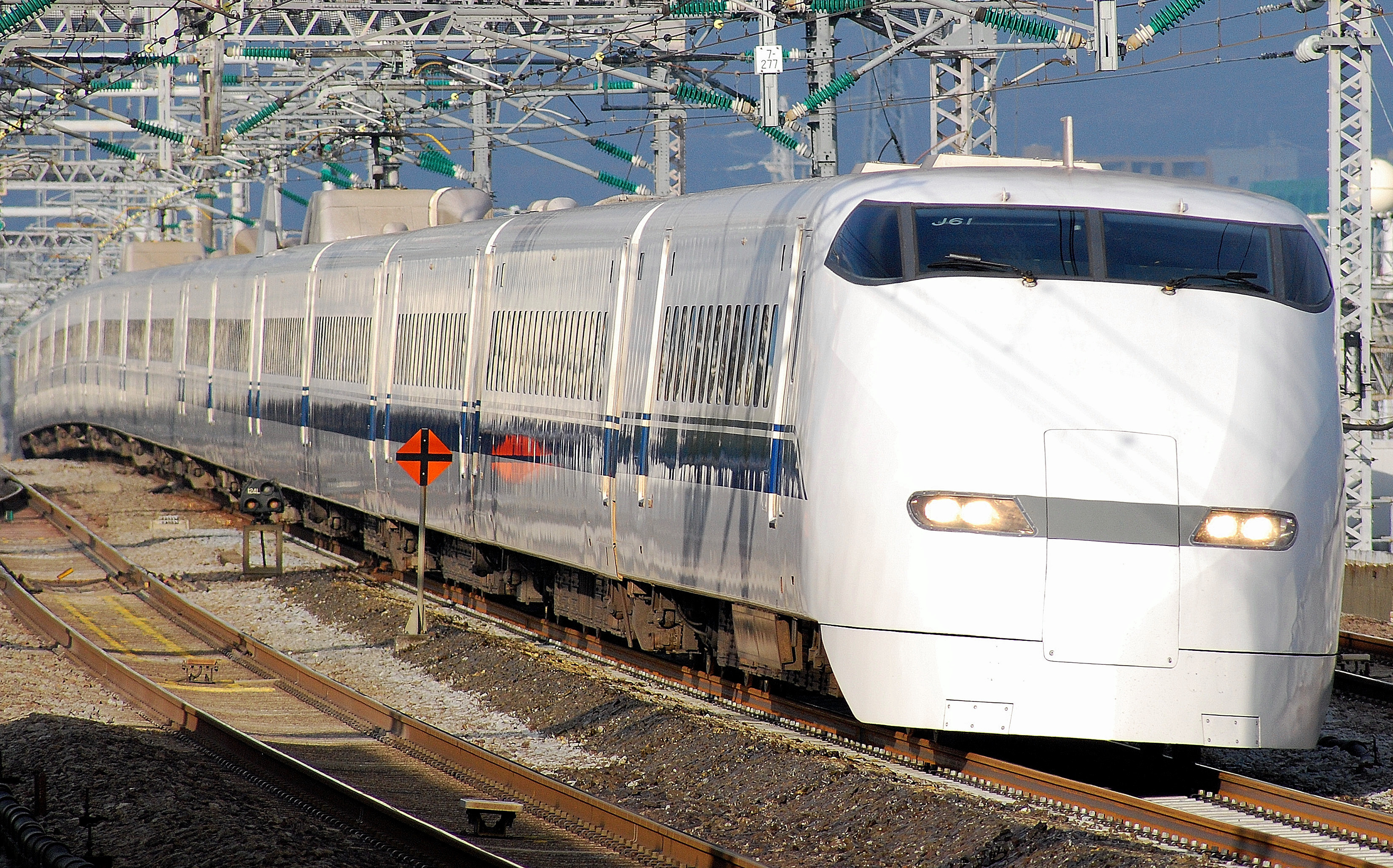
Tren J61 del JR Central (febrero de 2011)

60 conjuntos de 16 coches (excluyendo el tren de preserie J1) fueron operados por la Central Japan Railway Company (JR Central). Estos trenes se entregaron entre febrero de 1992 y octubre de 1998.
En diciembre de 1998, el tren J59 se equipó de forma experimental con nuevos pantógrafos de un solo brazo del mismo tipo que los usados en la Serie 700, carenados para reducir el ruido y la resistencia del aire. Después de las pruebas, el JR Central instaló nuevos pantógrafos en todos sus trenes, y las modificaciones se completaron a finales de 2002.
En octubre de 2004, el JR Central anunció planes para modificaciones de mejora de la conducción en su flota de la Serie 300 que incluían la adición de unidades de control de vibraciones semiactivas a siete coches del total de dieciséis en cada conjunto (coches de extremo 1 y 16, coches de pantógrafo 6 y 12 y coche Clase Green 8 a 10), y también nueva suspensión neumática no lineal en todos los coches de cada composición. La nueva suspensión secundaria ofrecía un soporte más firme contra el movimiento lateral. Toda la flota operada por el JR Central recibió las modificaciones en febrero de 2007.
Con la entrada en servicio de los nuevos trenes de la Serie N700, se iniciaron las retiradas de los conjuntos de la Serie 300 en julio de 2007, con la baja del conjunto J14.
La flota restante de trenes de la serie JR Central de la Serie 300 se eliminó de los servicios programados regulares a partir del 1 de febrero de 2012, y se dieron de baja por completo después del último recorrido el 16 de marzo de 2012.

### Composición
Los conjuntos J de 16 coches se formaron de la siguiente manera, con el coche 1 al final del lado de Hakata.
| Coche No.            | 1   | 2   | 3   | 4   | 5       | 6   | 7       | 8   | 9   | 10  | 11      | 12  | 13      | 14  | 15      | 16  |
| -------------------- | --- | --- | --- | --- | ------- | --- | ------- | --- | --- | --- | ------- | --- | ------- | --- | ------- | --- |
| Denominación         | Tc  | M1  | Tpw | M2  | M1w     | Tp  | M2k     | M1s | Tps | M2s | M1h     | Tp  | M2w     | M1  | Tpws    | M2c |
| Numeración           | 323 | 325 | 329 | 326 | 325-500 | 328 | 326-400 | 315 | 316 | 319 | 325-700 | 328 | 326-500 | 325 | 329-500 | 322 |
| Capacidad (asientos) | 65  | 100 | 85  | 100 | 90      | 100 | 75      | 68  | 64  | 68  | 63      | 100 | 90      | 100 | 80      | 75  |

Los coches 6 y 12 tenían cada uno un pantógrafo de un solo brazo.

### Interior

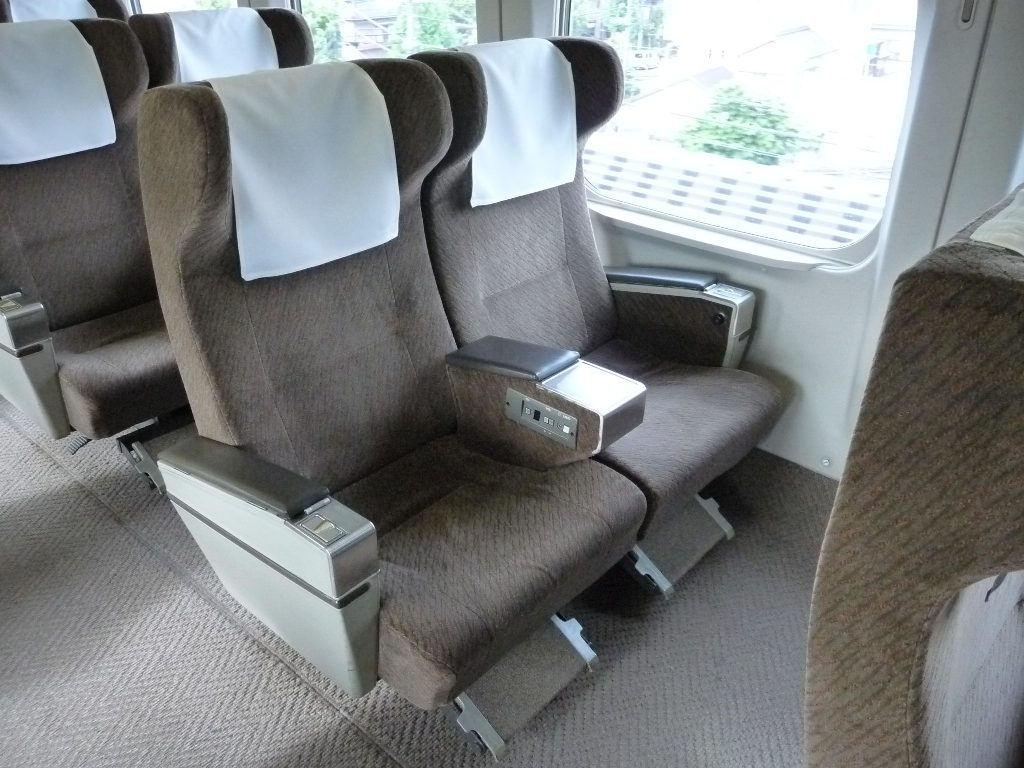
Asiento de la Clase Verde del JR Central (tren J)
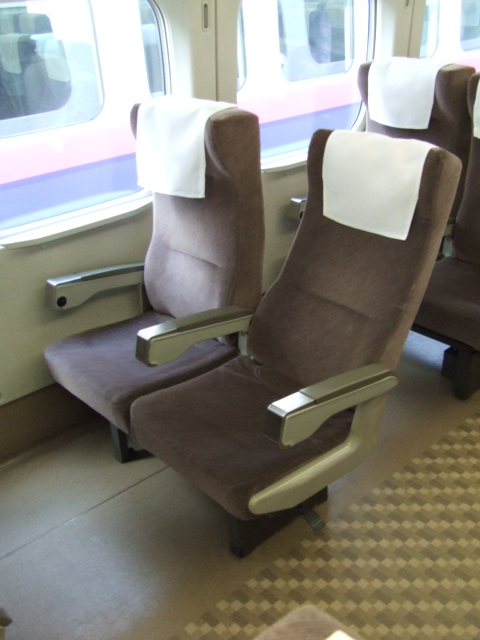
Asiento de la Clase Estándar del JR Central (tren J)

## Tren F JR-Oeste (Serie 300-3000)
Eran conjuntos de la Serie 300 de 16 coches operados por la West Japan Railway Company (JR-Oeste). Se entregaron un total de nueve composiciones entre diciembre de 1992 y septiembre de 1993.
La retirada de los trenes F del JR-Oeste comenzó en julio de 2011, cuando se dio de baja la composición F5. Los últimos conjuntos restantes se retiraron en la primavera de 2012 y se reemplazaron por ocho conjuntos Serie 700 "C" transferidos desde el JR Central.

### Composición
Los conjuntos F de 16 coches se formaron de la siguiente manera, con el coche 1 al final del lado de Hakata.
| Coche No.            | 1        | 2        | 3        | 4        | 5        | 6        | 7        | 8        | 9        | 10       | 11       | 12       | 13       | 14       | 15       | 16       |
| -------------------- | -------- | -------- | -------- | -------- | -------- | -------- | -------- | -------- | -------- | -------- | -------- | -------- | -------- | -------- | -------- | -------- |
| Denominación         | Tc       | M1       | Tpw      | M2       | M1w      | Tp       | M2k      | M1s      | Tps      | M2s      | M1h      | Tp       | M2w      | M1       | Tpws     | M2c      |
| Numeración           | 323-3000 | 325-3000 | 329-3000 | 326-3000 | 325-3500 | 328-3000 | 326-3400 | 315-3000 | 316-3000 | 319-3000 | 325-3700 | 328-3000 | 326-3500 | 325-3000 | 329-3500 | 322-3000 |
| Capacidad (asientos) | 65       | 100      | 85       | 100      | 90       | 100      | 75       | 68       | 64       | 68       | 63       | 100      | 90       | 100      | 80       | 75       |

Los coches 6 y 12 tenían cada uno un solo pantógrafo de un brazo.

### Interior

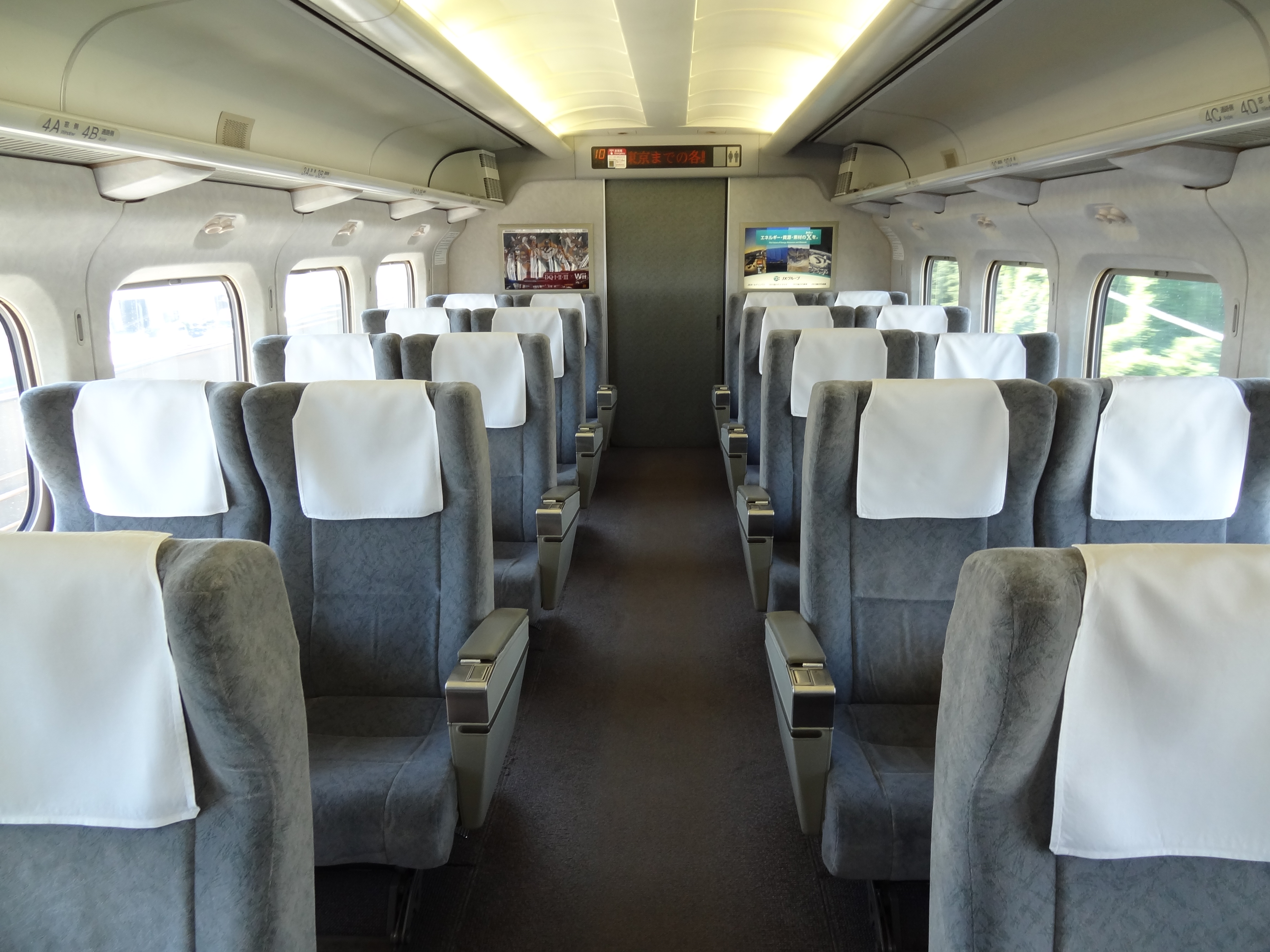
Interior de la Clase Green (coche 10) (septiembre de 2011)
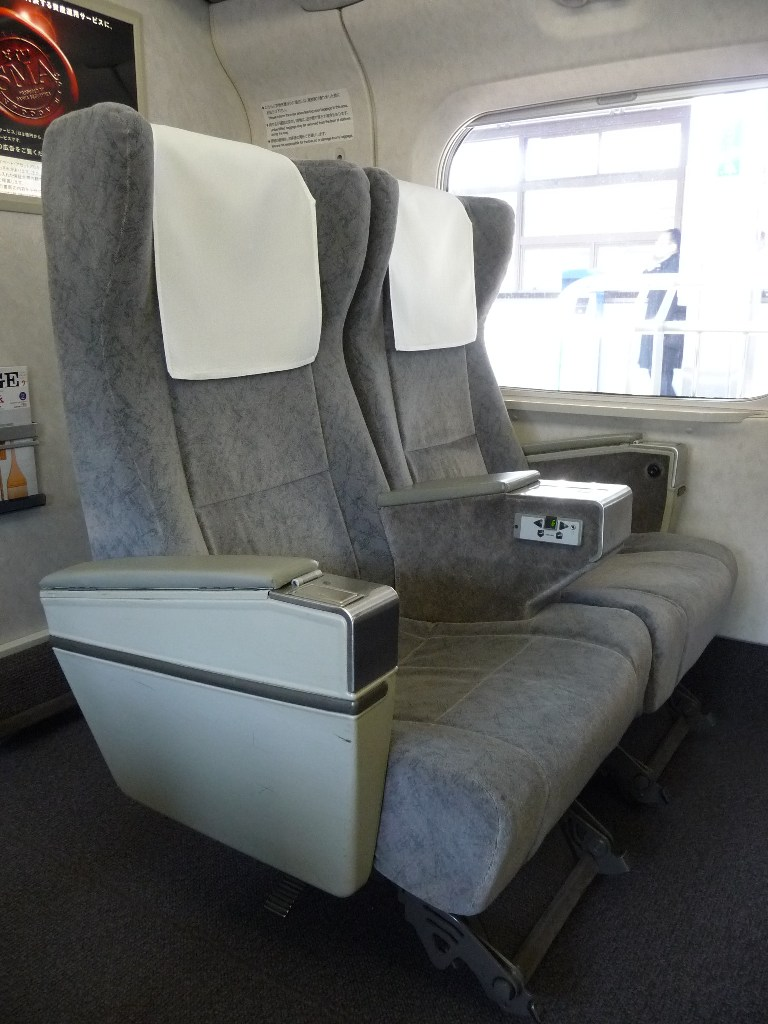
Asiento de la Clase Green en el JR-Oeste (tren F)
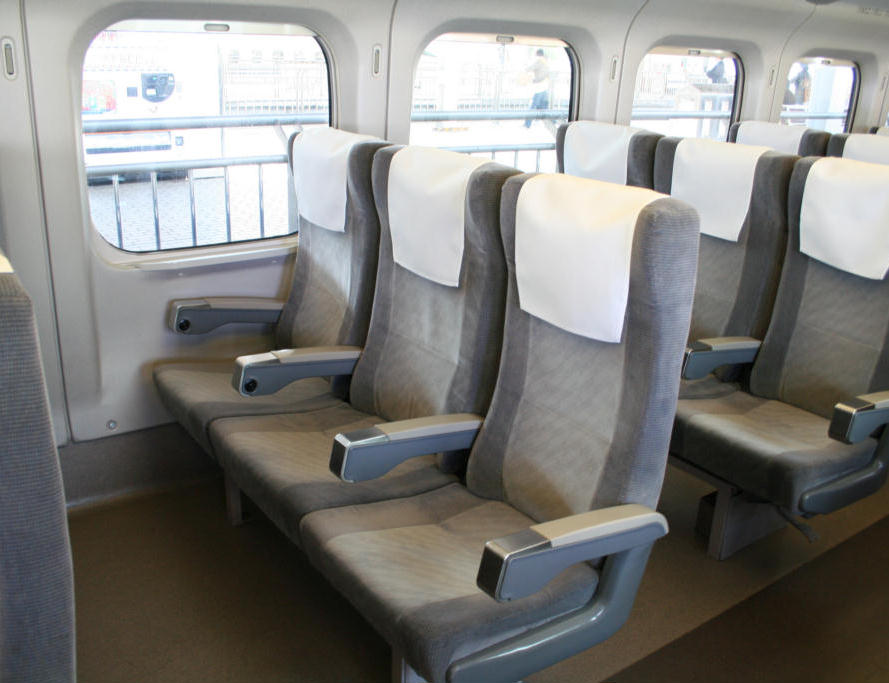
Asiento de la Clase Estándar en el JR-Oeste (tren F)

## Historia
- Enero de 1988: proyecto de desarrollo iniciado.
- 8 de marzo de 1990: se entregó el prototipo de la Serie 300-9000 (J0).
- Abril de 1990: comienzan las pruebas.
- Octubre de 1990: se registró una velocidad de 303,1 km/h durante la prueba de funcionamiento.
- 1 de marzo de 1991: se registró una velocidad de 325,7 km/h durante la prueba de funcionamiento.
- Julio de 1991: Comienza la prueba de resistencia (que duró hasta marzo de 1992).
- Febrero de 1992: Se entregó el primer juego de producción en serie (J2).
- Marzo de 1992: Entrada en servicio de los servicios Nozomi del Tokaido Shinkansen funcionando a una velocidad máxima de 270 km/h.
- Junio de 1992: el conjunto de la Serie 300-9000 se probó en el Sanyo Shinkansen.
- Diciembre de 1992: se entregó el primer juego del JR-West Serie 300-3000 (F).
- Marzo de 1993: se introdujeron los servicios cada hora a través de Nozomi entre Tokio y Hakata.
- 10 de marzo de 1993: el conjunto J0 de preserie se modificó al estándar de producción en serie y se volvió a numerar como J1.
- Mayo de 1993: otorgado el Premio Laurel en mayo de 1993.
- Abril de 1994: trenes a partir del J16 entregados con puertas corredizas normales en lugar de las puertas con goznes anteriores.
- Agosto de 1995: conjuntos a partir del J30 entregados con dos pantógrafos en lugar de los tres anteriores. Se iniciaron modificaciones en los conjuntos anteriores para reducir el número de pantógrafos a dos.
- Marzo de 1996: la velocidad máxima de los servicios Hikari se elevó a 270 km/h.
- Octubre de 1998: finaliza la producción de la serie 300.
- Septiembre de 1999: se iniciaron las modificaciones (desde el conjunto J9) para convertir los pantógrafos al tipo de un solo brazo con protectores que se asemejan al diseño de la Serie 700.
- Diciembre de 2001: la Serie 300 se eliminó de los servicios Nozomi programados regularmente.
- Julio de 2007: se retiró del servicio el primer juego de la Serie 300 (J14).
- Julio de 2011: se retiró del servicio el primer equipo JR-West F (F5).
- 16 de marzo de 2012: los últimos juegos restantes se retiraron después de sus últimos recorridos en servicio.

Fuente:

## Ejemplos conservados
- 322-9001 (antiguo tren prototipo J1, fabricado en 1990 por Hitachi) en el SCMaglev y Parque del Ferrocarril, Nagoya, desde marzo de 2011.[8]
- 323-20 (ex conjunto J21, construido en 1993 por Nippon Sharyo) anteriormente en el SCMaglev y Parque del Ferrocarril, Nagoya, desde marzo de 2011, retirado en diciembre de 2013.[8][9]

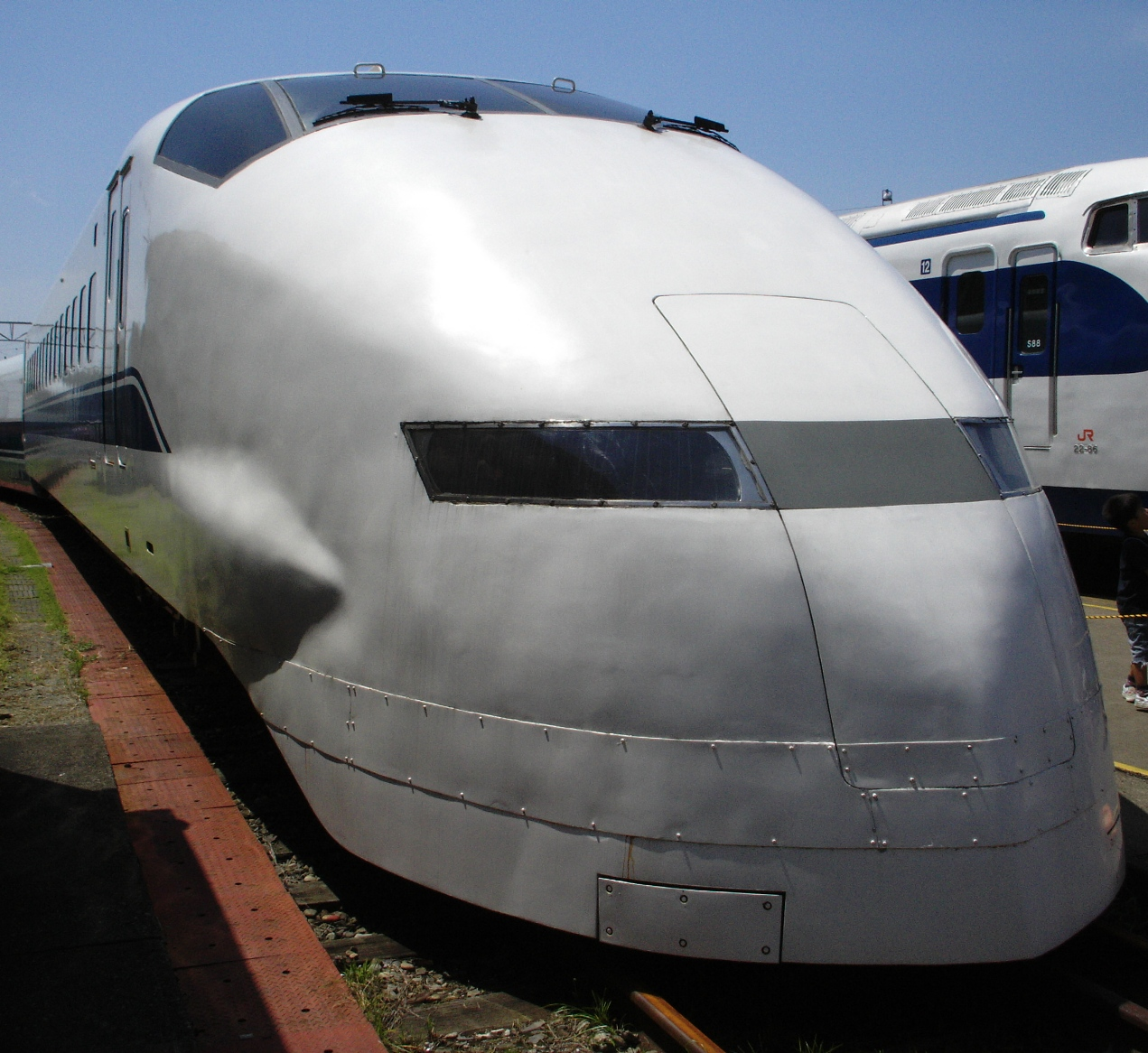
Coche 322-9001 del prototipo J1 conservado en los Talleres de Hamamatsu (julio de 2007)
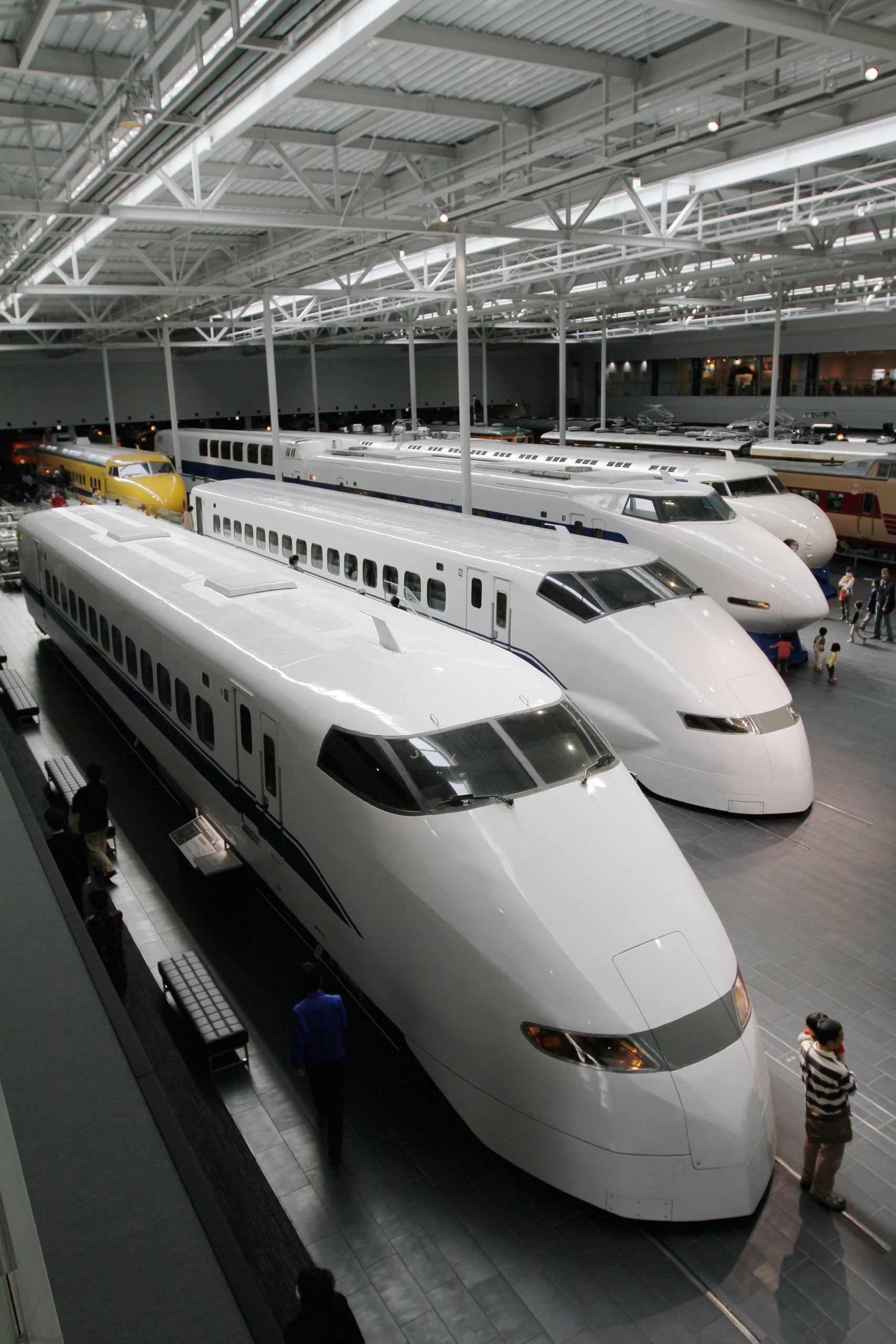
Coches 323-20 (primer plano) y 322-9001 en el SCMaglev y Parque Ferroviario (marzo de 2011)